# 助川啓四郎

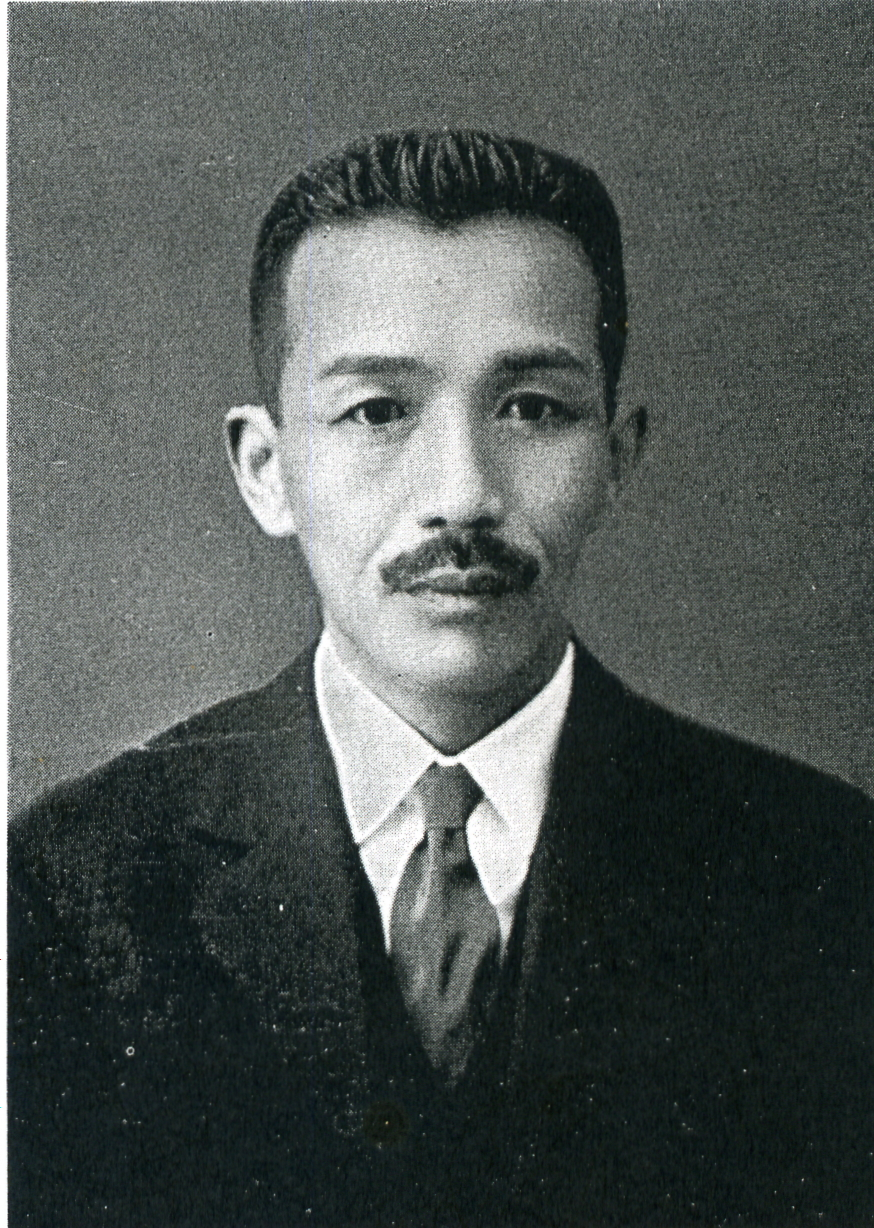
助川啓四郎

助川 啓四郎（すけかわ けいしろう、1887年（明治20年）8月23日 - 1943年（昭和18年）10月5日）は、日本の衆議院議員（立憲政友会）、船引町長。

## 経歴
福島県田村郡片曾根村（現在の田村市）出身。1906年（明治39年）、早稲田大学専門部政治経済科卒業。1915年（大正4年）より、片曾根村長・福島県会議員・船引町長（片曾根村が町制施行し改称）を歴任した。
1930年（昭和5年）、第17回衆議院議員総選挙で補欠当選。以後、5回の当選回数を数えた。その間、第1次近衛内閣で農林参与官を務めた。
農政の専門家で、農村之青年社をおこして、雑誌「農村之青年」を発刊した。
1943年（昭和18年）、翼賛政治会、農林省、内務省共同の満鮮食糧事情調査団に一員として参加することとなり、加藤鯛一代議士や随行者とともに満州へ向けて出発。同年10月5日、乗船していた関釜連絡船崑崙丸がアメリカ海軍潜水艦ワフーの魚雷攻撃を受けて沈没し、犠牲となった。翼政会は両代議士の合同葬後、翼政会葬を行った。

## 著書
- 『地方自治体の政治』洛陽堂、1912年5月。NDLJP:784674。
- 『農村対策』農村之青年社、1933年12月。NDLJP:1916782。
- 『米穀問題解決方策』立命館出版部、1934年9月。NDLJP:1236032。
- 『農村問題対策』立命館出版部、1934年10月。NDLJP:1235663。
- 『農村更生案』言海書房、1935年6月。NDLJP:1235551。
- 『戦時体制下の農村対策』日本青年教育会出版部、1938年4月。NDLJP:1256027。
- 『農業報国運動の基調 聯盟の結成とその動向』日本青年教育会出版部、1939年1月。NDLJP:1035652。
- 『長期戦と農業報国』日本青年教育会出版部、1939年1月。
- 『皇運扶翼運動の提唱』皇運扶翼運動本部〈扶翼叢書 第1輯〉、1940年4月。
- 『大東亜戦争の展開と農業問題』十九紫会〈中央産業組合新聞叢書 第4輯〉、1942年4月。NDLJP:1065968。
- 『決戦時の農業構造』昭和刊行会、1944年5月。NDLJP:1065970。
- 『戦力増強と農村問題』高山書院、1944年5月。NDLJP:1065841。